# Stella gemella
«Stella gemella» (с итал. — «Звезда-близнец») — сингл известного итальянского певца и композитора Эроса Рамаццотти, который был выпущен в 1996 году в альбоме «Dove c’è musica».

## Описание
Авторами композиции являются Аделио Кольиати, Владимир Тосетто и Марио Лавецци. Это — второй сингл из альбома Рамаццотти «Dove c’è musica», который был продан тиражом в семь миллионов копий.
Слова из припева песни — «Dove sarai anima mia senza di te mi butto via dove sarai anima bella stella gemella dove sarai», позднее были использованы поп-группой Gemelli DiVersi в одной из песен, которая в 2000 году была включена в их альбом, «4x4».
Песня была переиздана в двойном сборнике хитов Рамаццотти — «e²» в 2007 году, а также в концертном альбоме «21:00 Eros Live World Tour 2009/2010» 2010 года.

### Видеоклип
На композицию «Stella gemella» в 1996 году был снят музыкальный видеоклип.

## Список композиций
1. Stella gemella — 4:38;
2. La cosa màs bella — 4:24;
3. L’uragano Meri — 4:46;
4. Dove c'è Musica — 4:44.